# 热勒
热勒（法語：Gelles，法語發音：[ʒɛl]）是法国多姆山省的一个市镇，属于克莱蒙费朗区。

## 地理
热勒（45°46'10"N, 2°45'47"E）面积47.53 平方千米，位于法国奥弗涅-罗讷-阿尔卑斯大区多姆山省，该省份为法国中南部省份，北起阿列省接壤，东临卢瓦尔省，南至上盧瓦爾省和康塔爾省，西接科雷兹省和克勒兹省。
与热勒接壤的市镇（或旧市镇、城区）包括：布罗蒙拉莫特、锡斯泰讷拉福雷、厄姆莱格利斯、马宰、佩尔珀扎、普龙迪讷、圣皮埃尔-勒沙斯泰勒、圣皮埃尔罗什。

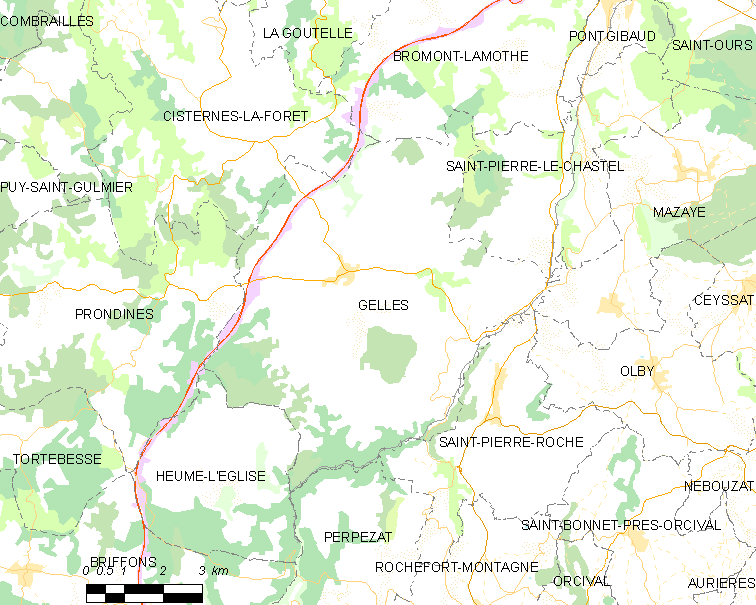
热勒的OSM定位图

热勒的时区为UTC+01:00、UTC+02:00（夏令时）。

## 行政
热勒的邮政编码为63740，INSEE市镇编码为63163。

## 政治
热勒所属的省级选区为奥尔西讷县。

## 人口

1962-2008年间热勒人口变化图示

热勒于2022年1月1日时的人口数量为931人。